# Manhartsberg (Obertaufkirchen)
Manhartsberg ist ein Gemeindeteil der Gemeinde Obertaufkirchen im oberbayerischen Landkreis Mühldorf am Inn.

## Lage
Manhartsberg liegt am westlichen Rand des Gemeindegebiets auf der Gemarkung Oberornau etwa einen Kilometer westlich von Oberornau und vier Kilometer südlich der Bundesautobahn 94.

## Geschichte

Manhartsberg 1, Nebengebäude, 2023

Zur Volkszählung 1950 hatte der Weiler Manhartsberg 19 Einwohner in drei Wohngebäuden. Manhartsberg gehörte bis zu deren Auflösung am 30. Juni 1972 zur Gemeinde Oberornau. Im Mai 1987 gab es dort 11 Einwohner, die in zwei Wohngebäuden lebten.
| Jahr        | 1871 | 1925 | 1950 | 1970 | 1987 | 2023 |
| Einwohner   | 12   | 14   | 19   | 16   | 11   |      |
| Wohngebäude |      |      | 3    |      | 2    | 3    |